# Torneo femenino de fútbol en los Juegos Centroamericanos y del Caribe de 2018
El fútbol femenino en los Juegos Centroamericanos y del Caribe de Barranquilla 2018 se disputó entre el 19 de julio y el 3 de agosto de 2018. Participaron selecciones nacionales femeninas absolutas. A diferencia del torneo masculino, no hubo restricciones de edad para las jugadoras que participaran en el torneo femenino.
Accedieron al torneo Colombia, en su calidad de país anfitrión del certamen, México y Venezuela quienes pasan directamente por pertenecer a la Confederación Sudamericana y Norteamericana. Centroamérica: Los dos primeros lugares de los Juegos Centroamericanos Managua 2017, celebrados en Nicaragua en diciembre de 2017, Costa Rica y Nicaragua. Caribe: Los tres primeros lugares del Campeonato Femenino Sub-20 de la Concacaf de 2018 celebrado en Trinidad y Tobago.

## Sedes
- Estadio Moderno Julio Torres - Barranquilla

## Equipos participantes
| Región                     | Torneo                                            | Equipo Calificado                           | Número de equipos |
| -------------------------- | ------------------------------------------------- | ------------------------------------------- | ----------------- |
| Calificado Automáticamente | Calificado Automáticamente                        | - Colombia (Anfitrión) - México - Venezuela | 3                 |
| Zona Centroamericana       | Juegos Deportivos Centroamericanos 2017           | - Nicaragua - Costa Rica                    | 2                 |
| Zona Caribeña              | Campeonato Femenino Sub-20 de la Concacaf de 2018 | - Trinidad y Tobago - Jamaica               | 3                 |
| Total                      |                                                   |                                             | 8                 |

## Primera fase
Actualizado al 19 de julio de 2018.

### Grupo A
| Equipo     | Pts | PJ | PG | PE | PP | GF | GC | Dif |
| ---------- | --- | -- | -- | -- | -- | -- | -- | --- |
| Costa Rica | 9   | 3  | 3  | 0  | 0  | 5  | 2  | +3  |
| Venezuela  | 3   | 3  | 1  | 0  | 2  | 5  | 6  | -1  |
| Jamaica    | 3   | 3  | 1  | 0  | 2  | 4  | 5  | -1  |
| Colombia   | 3   | 3  | 1  | 0  | 2  | 4  | 5  | -1  |

| 19 de julio de 2018, 10:00 | Venezuela                               | 2:1 (1:0) | Jamaica          | Estadio Moderno Julio Torres, Barranquilla |                            |
|                            | Ysaura Viso 56' · Deyna Castellanos 83' | Reporte   | 12' Khadija Shaw | Árbitro(s): Tatiana Guzmán                 | Árbitro(s): Tatiana Guzmán |

| 19 de julio de 2018, 15:00 | Colombia | 0:1 (0:1) | Costa Rica             | Estadio Moderno Julio Torres, Barranquilla |                              |
|                            |          | Reporte   | 9' Gloriana Villalobos | Árbitro(s): Francia González               | Árbitro(s): Francia González |

| 21 de julio de 2018, 16:00 | Costa Rica                                 | 2:1 (2:1) | Jamaica          | Estadio Moderno Julio Torres, Barranquilla |                            |
|                            | Fabiola Villalobos 66' · María Salas 90+3' | Reporte   | 57' Khadija Shaw | Árbitro(s): Crystal Sobers                 | Árbitro(s): Crystal Sobers |

| 21 de julio de 2018, 19:00 | Colombia                                                      | 3:2 (3:0) | Venezuela             | Estadio Moderno Julio Torres, Barranquilla |                                  |
|                            | Catalina Usme 4' · Manuela Vanegas 29' · Marcela Restrepo 45' | Reporte   | 61' 71' Oriana Altuve | Árbitro(s): Melissa Paola Borjas           | Árbitro(s): Melissa Paola Borjas |

| 23 de julio de 2018, 16:00 | Costa Rica                                     | 2:1 (1:0) | Venezuela       | Estadio Moderno Julio Torres, Barranquilla |                             |
|                            | Gabriela Guillén 38' · Gloriana Villalobos 60' | Reporte   | 52' Ysaura Viso | Árbitro(s): Suleimy Linarez                | Árbitro(s): Suleimy Linarez |

| 23 de julio de 2018, 19:00 | Jamaica            | 2:1 (1:1) | Colombia               | Estadio Moderno Julio Torres, Barranquilla |                            |
|                            | Jody Brown 26' 52' | Reporte   | 34' Isabella Echeverri | Árbitro(s): Maurees Skeete                 | Árbitro(s): Maurees Skeete |

### Grupo B
| Equipo            | Pts | PJ | PG | PE | PP | GF | GC | Dif |
| ----------------- | --- | -- | -- | -- | -- | -- | -- | --- |
| México            | 9   | 3  | 3  | 0  | 0  | 12 | 1  | +11 |
| Trinidad y Tobago | 4   | 3  | 1  | 1  | 1  | 6  | 7  | -1  |
| Nicaragua         | 4   | 3  | 1  | 1  | 1  | 5  | 6  | -1  |

| 20 de julio de 2018, 19:00 | México                                                                             | 5:1 (1:0) | Trinidad y Tobago | Estadio Moderno Julio Torres, Barranquilla |                            |
|                            | Mónica Ocampo 20' 53' · Charlyn Corral 54' · Katlyn Jhonson 66' · Kenti Robles 70' | Reporte   | 57' Liana Hinds   | Árbitro(s): Sandra Benítez                 | Árbitro(s): Sandra Benítez |

| 22 de julio de 2018, 16:00 | Trinidad y Tobago                   | 2:2 (1:0) | Nicaragua               | Estadio Moderno Julio Torres, Barranquilla |                             |
|                            | Martha Silva 45' · Karyn Forbes 47' | Reporte   | 69' 75' Yessenia Flores | Árbitro(s): Odette Hamilton                | Árbitro(s): Odette Hamilton |

| 22 de julio de 2018, 19:00 | México | 3:0 | Haití | Estadio Moderno Julio Torres, Barranquilla |  |

| 24 de julio de 2018, 16:00 | Trinidad y Tobago | 3:0 | Haití | Estadio Moderno Julio Torres, Barranquilla |  |

| 24 de julio de 2018, 19:00 | Nicaragua | 0:4 (0:1) | México                                                                                     | Estadio Moderno Julio Torres, Barranquilla |                             |
|                            |           | Reporte   | 35' María Sánchez · 49' Katlyn Jhonson · 52' (pen.) Charlyn Corral · 69' Desirée Monsiváis | Árbitro(s): Marianela Araya                | Árbitro(s): Marianela Araya |

## Segunda fase
Disputada del 27 al 30 de julio por los dos primeros de cada grupo en la fase anterior.
|  | Semifinales       | Semifinales |   |                   | Final        | Final       |  |
|  | 27 de julio       | 27 de julio |   |                   | 30 de julio  | 30 de julio |  |
|  |                   |             |   |                   |              |             |  |
|  |                   |             |   |                   |              |             |  |
|  | Costa Rica        | 2           |   |                   |              |             |  |
|  | Trinidad y Tobago | 0           |   |                   |              |             |  |
|  |                   |             |   |                   |              |             |  |
|  |                   |             |   |                   |              |             |  |
|  |                   |             |   |                   | Costa Rica   | 1           |  |
|  |                   | México      | 3 |                   |              |             |  |
|  |                   |             |   |                   |              |             |  |
|  |                   |             |   |                   |              |             |  |
|  |                   |             |   |                   | Tercer lugar |             |  |
|  |                   |             |   |                   |              |             |  |
|  | México            | 3           |   | Trinidad y Tobago | 0            |             |  |
|  | Venezuela         | 1           |   |                   | Venezuela    | 1           |  |

### Semifinales
| 27 de julio de 2018, 16:00 | México                                                    | 3:1 (1:0) | Venezuela            | Estadio Moderno Julio Torres, Barranquilla |                            |
|                            | Mónica Ocampo 25' · María Sánchez 70' · Yamilé Franco 81' | Reporte   | 53' Paola Villamizar | Árbitro(s): Crystal Sobers                 | Árbitro(s): Crystal Sobers |

| 27 de julio de 2018, 19:00 | Costa Rica                             | 2:0 (1:0) | Trinidad y Tobago | Estadio Moderno Julio Torres, Barranquilla |                              |
|                            | Carol Sánchez 33' · María Porras 90+4' | Reporte   |                   | Árbitro(s): Francia Gónzalez               | Árbitro(s): Francia Gónzalez |

### Tercer lugar
| 30 de julio de 2018, 16:00 | Trinidad y Tobago | 0:1 (0:0) | Venezuela            | Estadio Moderno Julio Torres, Barranquilla |                             |
|                            |                   | Reporte   | 59' Paola Villamizar | Árbitro(s): Marianela Araya                | Árbitro(s): Marianela Araya |

### Final
| 30 de julio de 2018, 19:00 | Costa Rica             | 1:3 (1:0) | México                                                     | Estadio Moderno Julio Torres, Barranquilla |                               |
|                            | Katherine Alvarado 14' | Reporte   | 59' Charlyn Corral · 61' Kenti Robles · 62' Katlyn Johnson | Árbitro(s): Rochelle Hamilton              | Árbitro(s): Rochelle Hamilton |

|                           |
| Bandera de México         |
| Campeón México 2.º título |

## Tabla general
A continuación se muestra la tabla de posiciones segmentada acorde a las fases alcanzadas por los equipos.
| Pos. | Equipo            | Pts | PJ | PG | PE | PP | GF | GC | Dif. |
| ---- | ----------------- | --- | -- | -- | -- | -- | -- | -- | ---- |
| 1    | Oro México        | 15  | 5  | 5  | 0  | 0  | 18 | 3  | +15  |
| 2    | Plata Costa Rica  | 12  | 5  | 4  | 0  | 1  | 8  | 5  | +3   |
| 3    | Bronce Venezuela  | 6   | 5  | 2  | 0  | 3  | 7  | 9  | -2   |
| 4    | Trinidad y Tobago | 4   | 5  | 1  | 1  | 3  | 6  | 10 | -4   |
| 5    | Nicaragua         | 4   | 3  | 1  | 1  | 1  | 5  | 6  | -1   |
| 6    | Jamaica           | 3   | 3  | 1  | 0  | 2  | 4  | 5  | -1   |
| 7    | Colombia          | 3   | 3  | 1  | 0  | 2  | 4  | 5  | -1   |
| 8    | Haití             | 0   | 3  | 0  | 0  | 3  | 0  | 9  | -9   |